# Tinnitus (musikalbum)
Tinnitus är ett musikalbum av rockgruppen Backyard Babies, utgivet 22 februari 2005. Det är ett samlingsalbum gjort speciellt för den amerikanska marknaden.

## Låtlista
1. "Brand New Hate" - 3:01
2. "U.F.O. Romeo" - 2:43
3. "Highlights" - 3:46
4. "A Song for the Outcast" - 3:49
5. "Minus Celsius" - 3:35
6. "The Clash" - 3:08
7. "Colours" - 4:48
8. "Made Me Madman" - 2:23
9. "Star War" - 3:05
10. "Friends" - 2:49
11. "One Sound" - 3:31
12. "Look at You" - 2:45